# Parque Nacional Barranyi
O Parque Nacional Barranyi é um parque australiano localizado no Golfo de Carpentária, no Território do Norte, a cerca de 737 km a sudeste de Darwin. O parque envolve uma área de 53,81 km2 e foi fundado em 27 de março de 1992.